# Bowmaniella merjonesi
Bowmaniella merjonesi är en kräftdjursart som beskrevs av Mihai Bacescu 1968. Bowmaniella merjonesi ingår i släktet Bowmaniella och familjen Mysidae. Inga underarter finns listade i Catalogue of Life.